# Чермно-Кольонія
Чермно-Кольонія (пол. Czermno-Kolonia) — село в Польщі, у гміні Фалкув Конецького повіту Свентокшиського воєводства.
Населення — 224 особи (2011).
У 1975-1998 роках село належало до Пйотрковського воєводства.

## Демографія
Демографічна структура на день 31 березня 2011 року:
|          | Загалом | Допрацездатний вік | Працездатний вік | Постпрацездатний вік |
| -------- | ------- | ------------------ | ---------------- | -------------------- |
| Чоловіки | 104     | 14                 | 71               | 19                   |
| Жінки    | 120     | 15                 | 69               | 36                   |
| Разом    | 224     | 29                 | 140              | 55                   |